# Agatha Kobuch

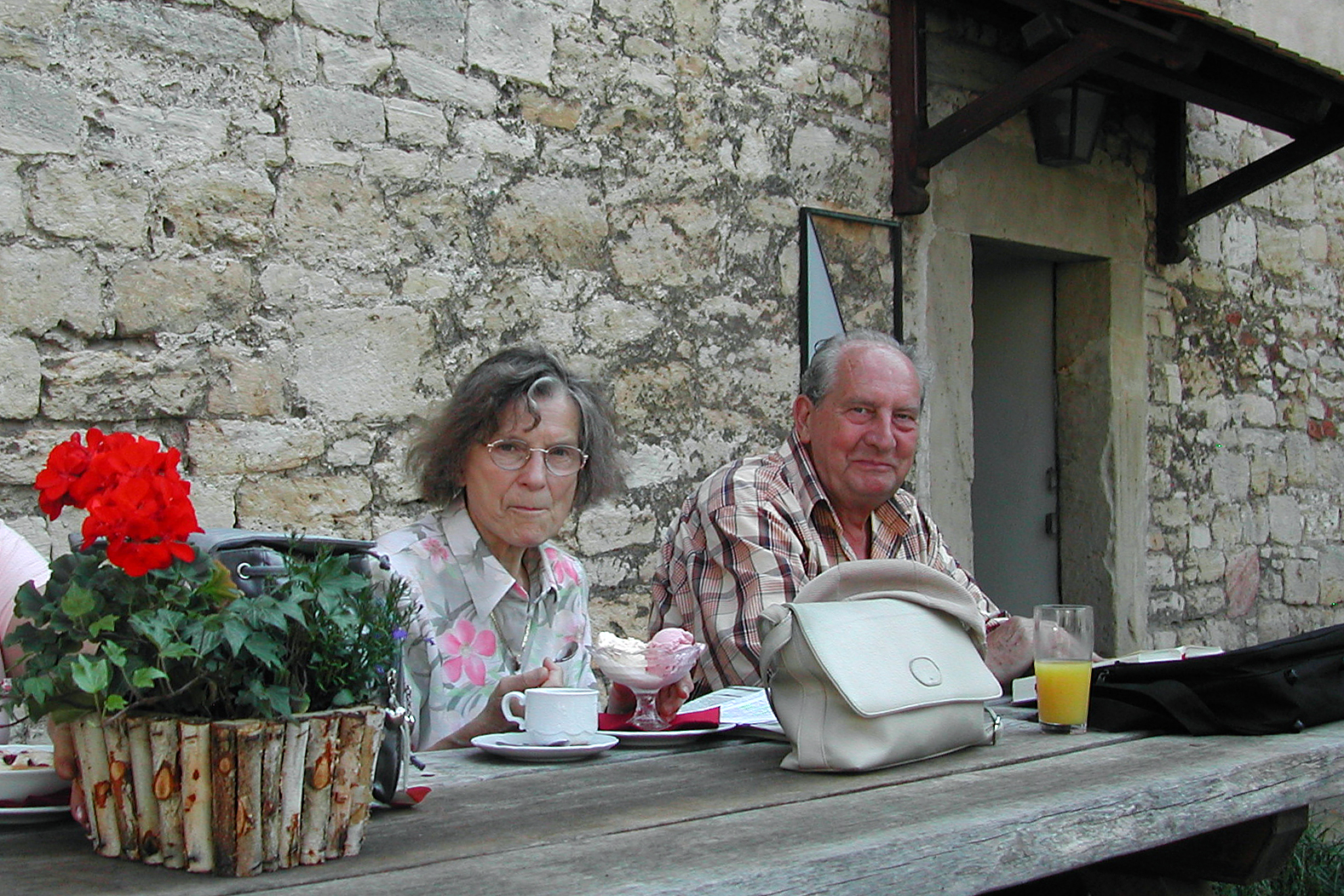
Agatha Kobuch, Manfred Kobuch 2006

Agatha Kobuch, geb. Misch, (* 5. Februar 1933 in Beuthen; † 16. Januar 2018) war eine deutsche Archivarin und Historikerin.

## Leben
Nach ihrer Archivarsausbildung erhielt Agatha Kobuch 1960 eine Stelle am Sächsischen Landeshauptarchiv (ab 1968 Staatsarchiv) Dresden. Zuerst war sie dort in der Abteilung Neuestes Archivgut und dann ab 1975 in der Abteilung Erschließung tätig. Eine ihrer ersten Publikationen als Archivarin erschien 1965 in den Archivmitteilungen. Es handelt sich um ihren Arbeitsbericht über die sächsischen Bezirksschulinspektionen und Bezirksschulämter und ihre Registraturen im Sächsischen Landeshauptarchiv Dresden.
Am 3. November 1965 wurde Agatha Kobuch an der Philosophischen Fakultät der Humboldt-Universität zu Berlin zum Dr. phil. promoviert. Das Thema ihrer Dissertation lautet Die Zensur in Kursachsen zur Zeit der Personalunion mit Polen 1697–1763. Diese Arbeit erschien 1988 bei Böhlau in Weimar als Band 12 der Schriftenreihe des Staatsarchivs Dresden mit dem Untertitel Ideologische Strömungen und politische Meinungen zur Zeit der sächsisch-polnischen Union in Druck.
Für Studienzwecke schrieb sie 1984 den Wissensspeicher für das Lehrgebiet Geschichte der politischen Organisation der Gesellschaft, der in Potsdam als Manuskript gedruckt wurde.
Im Alter von sechzig Jahren schied sie 1993 aus dem aktiven Archivdienst. Im darauffolgenden Jahr veröffentlichte Agatha Kobuch im Akademie-Verlag Berlin ihr zweites Hauptwerk mit dem Titel Das Angebot der polnischen Königskrone an Kurfürst Friedrich August III. von Sachsen durch die Verfassung der Rzeczpospolita vom 3. Mai 1791. Es wurde als Heft 1 des Bandes 74 in die Reihe Abhandlungen der Sächsischen Akademie der Wissenschaften zu Leipzig, Philologisch-Historische Klasse aufgenommen.
Daneben war sie an mehreren anderen Werken beteiligt, so an der 1995 erfolgten Neuherausgabe der Sächsischen Geschichte von Otto Kaemmel aus dem Jahre 1899 oder am Ausstellungskatalog Die Geschichte der Familie von Schönberg der von Schönberg’schen Stiftung in Nossen im Jahre 2004. Mit den Quellen zu den Waldheimer Prozessen des Jahres 1950 im Staatsarchiv Dresden beschäftigte sie sich in ihrem Aufsatz Zur Rechtsprechung in der Sowjetischen Besatzungszone Deutschlands und in der DDR, der im Band 2 der Vorträge zur Justizforschung 1993 in Frankfurt am Main erschien.
2010 erschien ihr Werk Das Präsidium der Landesverwaltung Sachsen. Die Protokolle der Sitzungen vom 9. Juli 1945 bis 10. Dezember 1946, das sie gemeinsam mit Andreas Thüsing verfasst hat, bei Vandenhoeck & Ruprecht in Göttingen als Band 40 der Reihe Schriften des Hannah-Arendt-Instituts für Totalitarismusforschung.
Ihr Ehemann Manfred Kobuch war mit ihr gemeinsam bis 1993 als Archivar und Historiker am Staatsarchiv Dresden (Sächsisches Hauptstaatsarchiv) tätig.

## Schriften (Auswahl)
- Hrsg. gemeinsam mit Andreas Thüsing: Das Präsidium der Landesverwaltung Sachsen. Die Protokolle der Sitzungen vom 9. Juli 1945 bis 10. Dezember 1946 (= Schriften des Hannah-Arendt-Instituts für Totalitarismusforschung. Band 40), Vandenhoeck & Ruprecht, Göttingen 2010.
- Das Angebot der polnischen Königskrone an Kurfürst Friedrich August III. von Sachsen durch die Verfassung der Rzeczpospolita vom 3. Mai 1791 (= Abhandlungen der Sächsischen Akademie der Wissenschaften zu Leipzig, Philologisch-Historische Klasse, Band 74, H. 1). Akademie-Verlag, Berlin 1994.
- Die Zensur in Kursachsen zur Zeit der Personalunion mit Polen 1697–1763. Ideologische Strömungen und politische Meinungen zur Zeit der sächsisch-polnischen Union (= Schriftenreihe des Staatsarchivs Dresden. Band 12). Böhlau, Weimar 1988.